# Zoțivka, Icinea
Zoțivka (în ucraineană Зоцівка) este un sat în comuna Ivanîțea din raionul Icinea, regiunea Cernihiv, Ucraina.

## Demografie
Componența lingvistică a localității Zoțivka
     Ucraineană (98,32%)
     Rusă (1,68%)
Conform recensământului din 2001, majoritatea populației localității Zoțivka era vorbitoare de ucraineană (98,32%), existând în minoritate și vorbitori de rusă (1,68%).